# Іщенко Федір Калістратович
Федір Калістратович Іщенко (нар. 17 квітня 1922, село Івниця, тепер Андрушівського району Житомирської області — 2 січня 2009, місто Київ) — радянський військовий діяч, політпрацівник, член Військової ради — начальник Політуправління Південної групи військ, генерал-лейтенант. Депутат Верховної Ради УРСР 9—10-го скликань (у 1975—1980 роках). Депутат Верховної Ради РРФСР 10-го скликання.

## Біографія
Народився в селянській родині. У 1940 році закінчив середню школу.
У Червоній Армії з 1940 року. У 1941 році закінчив авіаційну школу штурманів бомбардувальної авіації.
Учасник німецько-радянської війни з січня 1942 року. Служив стрільцем-бомбардиром нічного легкого бомбардувального авіаполку, штурманом ескадрильї. З 1943 року — на партійно-політичній роботі: помічник начальника політичного відділу 132-ї бомбардувальної авіаційної дивізії по комсомолу.
Член ВКП(б) з 1943 року.
Після війни продовжив службу на політичній роботі в Радянській Армії.
Закінчив Військово-політичну академію імені Леніна. 
Служив заступником командира авіаційного полку по політичній частині, начальником відділення організаційно-партійної роботи повітряної армії, начальником політвідділу авіаційної дивізії.
У 1962—1966 роках — начальник політичного відділу — заступник командуючого Військово-Повітряними Силами Забайкальського військового округу.
У 1966—1970 роках — заступник начальника Політичного управління Далекосхідного військового округу. У 1970—1972 роках — 1-й заступник начальника Політичного управління Далекосхідного військового округу.
У 1972—1980 роках — член Військової ради — начальник Політичного управління Південної групи військ (Угорщина).
У травні 1980 — січні 1984 року — член Військової ради — начальник Політичного управління Північно-Кавказького військового округу.
З 1987 року — у відставці.
З 1988 року — 1-й заступник голови Української Республіканської Ради ветеранів війни і праці, 1-й заступник голови Ради Організації ветеранів України. 
Був членом Української партії Справедливості — Союзу ветеранів, інвалідів, чорнобильців, афганців.
У 2000 році різко розкритикований Левком Лук'яненком за підтримку указу "Про нагородження медаллю імені Г.К. Жукова учасників «Великої Вітчизняної війни»" президента Кучми.
Проживав у місті Києві. Похований на Байковому кладовищі.

## Звання
- старшина
- капітан
- генерал-майор
- генерал-лейтенант

## Нагороди
- два ордени Червоного Прапора (1942;)
- три ордени Червоної Зірки
- орден Вітчизняної війни 1-го ст. (11.03.1985)
- орден «За службу Батьківщині у Збройних Силах СРСР» 2-го ст.
- орден «За службу Батьківщині у Збройних Силах СРСР» 3-го ст.
- орден «За заслуги» 1-го ст.
- орден «За заслуги» 2-го ст.
- орден «За заслуги» 3-го ст.
- орден Богдана Хмельницького 2-го ст.
- орден Богдана Хмельницького 3-го ст.
- ордени
- медалі